# Angelika Kausche
Angelika Kausche, geb. Böckenholt, (* 7. Oktober 1962 in Wuppertal) ist eine US-amerikanische Politikerin deutscher Herkunft der Demokratischen Partei. Seit 2018 ist sie Abgeordnete im Repräsentantenhaus von Georgia, wo sie den Distrikt 50 (Johns Creek) vertritt.

## Leben
Angelika Kausche wuchs in Wuppertal, Krefeld, Marburg und Bocholt auf. An der Universität Trier studierte sie Betriebswirtschaftslehre. Ein Auslandssemester führte sie in die USA und ein Praktikum nach Lesotho. Nach ihrem Abschluss arbeitete sie bei Banken in München und in Hannover. Ihr Mann Fabian Kausche bekam 1997 das Angebot, für seine Firma in die USA zu gehen. So zog die Familie nach Kalamazoo, Michigan. An der Western Michigan University erlangte sie einen Master in Unternehmenskommunikation (Organizational Communication). 2004 zog die Familie nach Greensboro (North Carolina), wo Angelika Kausche als Dozentin an verschiedenen Colleges tätig war. 2011 wurde sie amerikanische Staatsbürgerin. 
2015 zog die Familie nach Johns Creek, einer wohlhabenden Kleinstadt im Fulton County nördlich von Atlanta zwischen Alpharetta und Duluth (Georgia).

## Politik
Nach der Wahl von Donald Trump zum US-Präsidenten beschloss Angelika Kausche, politisch aktiv zu werden. Sie engagierte sich zunächst 2017 für Jon Ossoff. 2018 ließ sie sich als Kandidatin für das Repräsentantenhaus von Georgia im bis dahin sicher republikanischen Wahlkreis 50 aufstellen. Es gelang ihr, die Wahl mit 317 Stimmen Vorsprung zu gewinnen. Ihr Sieg reflektiert den demographischen und politischen Wandel in den Vorstädten der Metropolregion Atlanta. Kausche, die sich besonders für Gesundheitspolitik und Bildungspolitik interessiert, ist Mitglied in den Ausschüssen für Umwelt, Bildung und Small Business Development. Sie ist eine von drei Abgeordneten, die Immigranten sind, und die erste Abgeordnete deutscher Herkunft in Georgia.